# ハナニガナ
ハナニガナ（花苦菜、学名：Ixeris dentata var. albiflora f. amplifolia）は、キク科ニガナ属の多年草。ニガナ（苦菜、学名：Ixeris dentata）の品種。
日本全国に分布する。茎の高さは40-70cmほどになり、茎葉は茎を抱く。茎の上部で枝分かれし、多数の頭花をつける。花期は5〜7月。頭花は舌状花だけで構成されており、ニガナの小花が5個であるのに対し、7-11個程度ある。シロバナニガナ（白花苦菜、学名：Ixeris dentata var. albiflora）の花が黄色のものをいう。